# Willis Island
Willis Island – wyspa w Australii o powierzchni 7,7 ha; jedyna zaludniona wyspa w terytorium Wysp Morza Koralowego.

## Stacja meteorologiczna
Na wyspie znajduje się stacja meteorologiczna operowana przez australijskie Bureau of Meteorology. Typowo na stacji mieszka czterech obserwatorów pogody.

### Historia
Stacja została założona w 1921 z założeniem wsparcia systemu wczesnego ostrzegania przed cyklonami dla terytorium Queensland. Stacja została uszkodzona 2 lutego 2011 roku, kiedy przez wyspę przeszedł cyklon Yasi, jednakże żaden z pracowników nie został poszkodowany, gdyż obsługa została ewakuowana dzień przed przejściem cyklonu. Po naprawach, stacja odzyskała pełnię funkcji w grudniu tego samego roku.